# Markus Söder

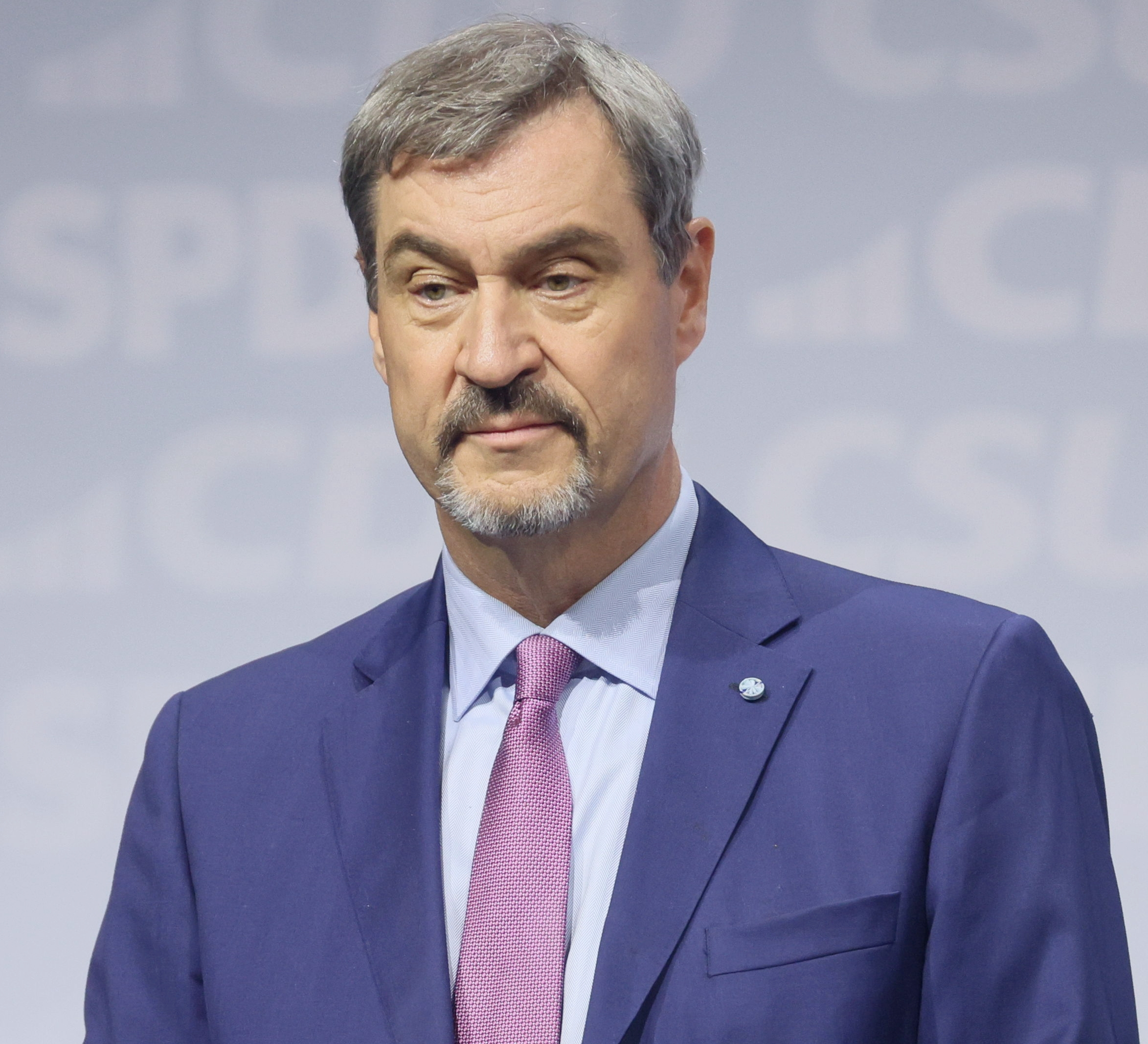
Markus Söder (2025)

Markus Thomas Theodor Söder (* 5. Januar 1967 in Nürnberg) ist ein deutscher Politiker (CSU). Er ist seit März 2018 Ministerpräsident des Freistaates Bayern und seit Januar 2019 Parteivorsitzender der CSU. Seit 1994 gehört Söder dem Bayerischen Landtag an.
Von 2007 bis 2008 war er Bayerischer Staatsminister für Bundes- und Europaangelegenheiten, von 2008 bis 2011 Bayerischer Staatsminister für Umwelt und Gesundheit und von 2011 bis 2018 Bayerischer Staatsminister der Finanzen, für Landesentwicklung und Heimat.

## Leben

### Familie und Privates
Söder wuchs zusammen mit seiner jüngeren Schwester in einer konservativ-evangelisch geprägten Handwerkerfamilie in Nürnberg-Schweinau auf. Sein Vater Max Söder (1930–2002), der Maurer war, und seine Mutter Renate Söder (1938–1994) betrieben in Nürnberg ein kleines Bauunternehmen. Aus einer Beziehung (1991–1998) mit Ulrike Burkandt stammt Söders Tochter Gloria(-Sophie) Burkandt (* 1998).
Seit 1999 ist Markus Söder mit Karin Baumüller-Söder (* 1973) verheiratet. Baumüller-Söder ist Diplom-Kauffrau und besitzt zusammen mit ihrem Bruder die Baumüller-Gruppe, deren Anteile sie geerbt hat. Söder und Baumüller-Söder haben drei gemeinsame Kinder, die Tochter Selina Söder (* 2000, U25-Europameisterin im Dressurreiten (Mannschaft) 2023) und zwei Söhne (* 2004, * 2007).
Seit seinem Studium ist Söder Mitglied in der nicht schlagenden Burschenschaft Teutonia zu Nürnberg im Schwarzburgbund. Er spielt Tennis und ist begeisterter Cineast. Eine besondere Leidenschaft hat er für das Genre Science-Fiction, etwa für Star Wars und Star Trek. Mehrfach trat Söder öffentlich in Star-Trek-Uniform oder mit einer Lichtschwertreplika auf. Söder ist Fan des 1. FC Nürnberg.
Söder lebt in seiner Heimatstadt Nürnberg und ist evangelisch. Bis April 2018 war er Mitglied der Landessynode in Bayern.

### Ausbildung und berufliche Tätigkeit
Ab 1977 besuchte Söder das Nürnberger Dürer-Gymnasium. Nach dem Abitur 1986 (Notenschnitt 1,3) leistete er im Transportbataillon 270 in Nürnberg den Grundwehrdienst. Ab 1987 studierte er Rechtswissenschaft an der Friedrich-Alexander-Universität Erlangen-Nürnberg als Stipendiat der Konrad-Adenauer-Stiftung. Im Jahr 1991 legte er das erste juristische Staatsexamen ab (Gesamtnote 7,41 Punkte) und war danach für ein Jahr wissenschaftlicher Mitarbeiter am Lehrstuhl für Staats-, Verwaltungs- und Kirchenrecht an der Universität Erlangen-Nürnberg. 1998 wurde Söder an der Universität Erlangen-Nürnberg mit seiner Dissertation Von altdeutschen Rechtstraditionen zu einem modernen Gemeindeedikt. Die Entwicklung der Kommunalgesetzgebung im rechtsrheinischen Bayern zwischen 1802 und 1818 zum Dr. jur. promoviert. Die Arbeit wurde mit satis bene bewertet.
Von 1992 bis 1993 absolvierte er ein Volontariat beim Bayerischen Rundfunk (BR), danach arbeitete er bis 1994 als Redakteur beim BR in München, wo er bis Mitte 1994 Fernsehbeiträge produzierte, unter anderem zum Politischen Aschermittwoch der CSU.
Im Jahre 2003 war Söder neben seinem Landtagsmandat Leiter der zentralen Unternehmenskommunikation bei der Baumüller Holding seines Schwiegervaters Günter Baumüller.

### Junge Union

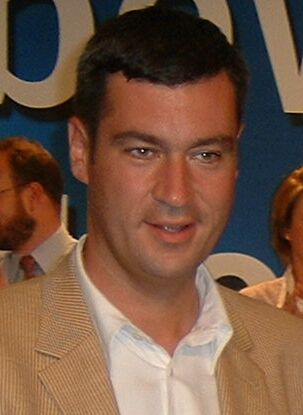
Markus Söder als junger CSU-Abgeordneter (2003)

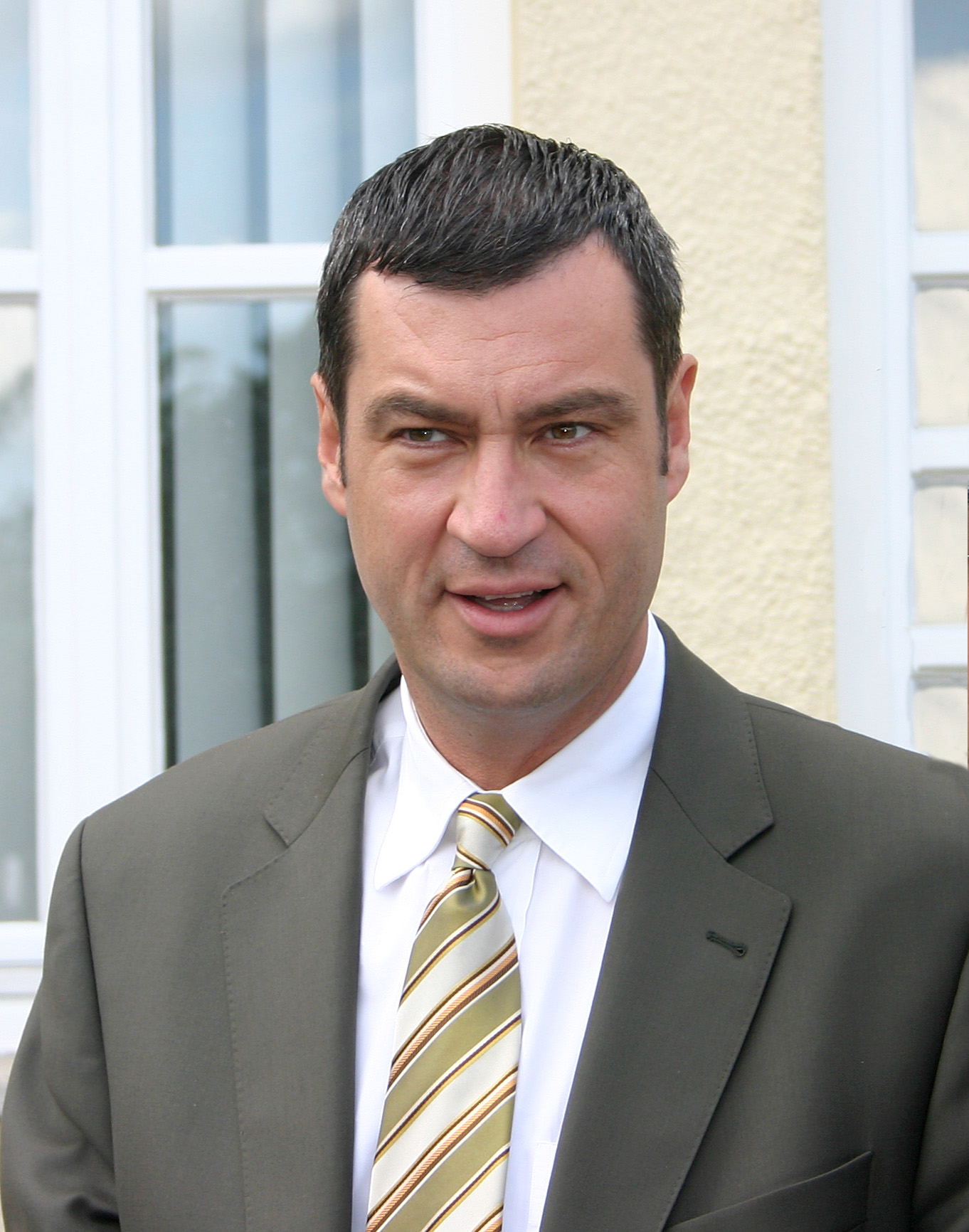
Markus Söder als CSU-Generalsekretär (2007)

Als Jugendlicher war Söder ein Bewunderer von Bayerns damaligem Ministerpräsidenten Franz Josef Strauß:

„Strauß, dieses Kraftuhrwerk, dieser Titan der Worte, hat mir unheimlich gut gefallen. Ich hatte sogar ein riesengroßes Poster von Strauß, fast überlebensgroß. Ich wohnte bei uns zu Hause unter einer Dachschräge und dort hing dieses Poster. Wenn ich aufgewacht bin, habe ich also an der Decke direkt Strauß angeschaut. Das hat sich in späteren Jahren als gar nicht so einfach erwiesen, wenn dann auch mal eine Freundin da war und die auch Strauß zuerst gesehen hat. […] Aber Strauß hat mir wirklich sehr gefallen.“

Söder wurde 1983 Mitglied der CSU und der Jungen Union (JU). Er blieb bis zum Erreichen der Altersgrenze im Jahr 2003 JU-Mitglied und war von 1995 bis 2003 Landesvorsitzender der JU Bayern.

### Parteikarriere in der CSU
Von 1997 bis 2008 war Söder Vorsitzender des CSU-Kreisverbandes Nürnberg-West. Seit 1995 gehört er dem Präsidium der CSU an. 2000 wurde er zum Leiter der CSU-Medienkommission ernannt.
Vom 17. November 2003 bis zum 22. Oktober 2007 war Söder Generalsekretär der CSU. Er gehörte der Arbeitsgruppe an, die das Regierungsprogramm der Unionsparteien für die Bundestagswahl 2005 verfasste.
2008 folgte Söder dem zum Ministerpräsidenten gewählten Günther Beckstein als CSU-Bezirksvorsitzender von Nürnberg-Fürth-Schwabach nach. 2015 wurde er auf dem CSU-Bezirksparteitag mit 98 % im Amt bestätigt. Das Amt hatte er bis zu seiner Wahl zum Parteivorsitzenden inne.
Am 19. Januar 2019 wurde Söder auf dem CSU-Parteitag in München mit 87,4 Prozent der Stimmen zum Nachfolger von Horst Seehofer als Vorsitzender der CSU gewählt. Er wurde damit der erste evangelische CSU-Vorsitzende. In den Jahren 2021 und 2023 wurde Söder im Amt bestätigt.

### Öffentliche Ämter

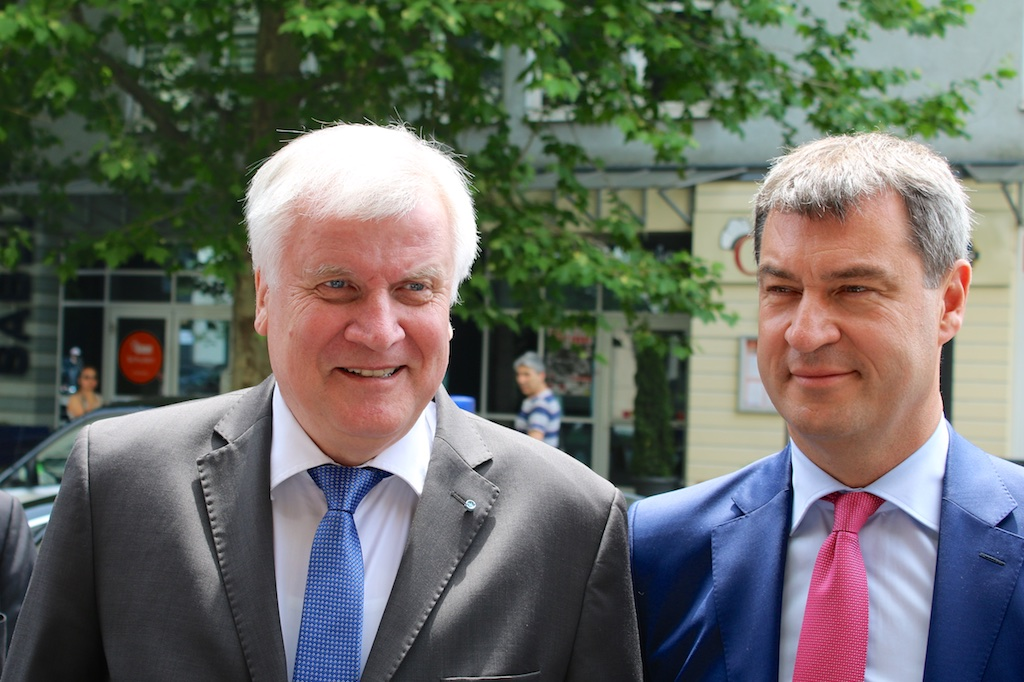
Markus Söder (r.) mit Horst Seehofer (2015)

Söder ist seit 1994 Mitglied des Bayerischen Landtags; von 1994 bis 2013 für den Stimmkreis Nürnberg-West, seit 2018 für den Stimmkreis Nürnberg-Ost. Wie andere von Edmund Stoiber Geförderte wird er zur sogenannten 94er-Gruppe gezählt. Von 1999 bis 2003 war Söder stellvertretender Vorsitzender der Enquete-Kommission „Mit neuer Energie in das neue Jahrtausend“ und gehörte kraft seines Amtes als CSU-Generalsekretär von 2003 bis 2007 dem Vorstand der CSU-Landtagsfraktion an.
Am 16. Oktober 2007 wurde Söder als Staatsminister für Bundes- und Europaangelegenheiten im Kabinett Beckstein vereidigt und war Bevollmächtigter Bayerns beim Bund, bis er nach der Landtagswahl in Bayern 2008 als Staatsminister für Umwelt und Gesundheit in das Kabinett Seehofer I berufen wurde. Im November 2011 folgte die Nachfolge von Georg Fahrenschon als Bayerischer Staatsminister der Finanzen. Im Kabinett Seehofer II war er seit Oktober 2013 Staatsminister der Finanzen, für Landesentwicklung und Heimat.
Nach einem über Monate hinweg geführten Machtkampf zwischen Söder und Ministerpräsident Horst Seehofer kündigte dieser am 4. Dezember 2017 für das erste Quartal 2018 seinen Rücktritt als bayerischer Ministerpräsident an. Im Amt des CSU-Vorsitzenden wolle er hingegen verbleiben. Seinen angekündigten Rücktritt vom Amt des Ministerpräsidenten konkretisierte Seehofer schriftlich Anfang März mit Ablauf des 13. März 2018.
Am 16. März 2018 wurde Söder im bayerischen Landtag mit der absoluten Mehrheit von 99 der abgegebenen 169 Stimmen im ersten Wahlgang zum Ministerpräsidenten gewählt. 64 Abgeordnete stimmten mit Nein, 4 enthielten sich, 2 Stimmen waren ungültig.
Söder wurde am 4. Dezember 2017 von der CSU-Landtagsfraktion in einer offenen Abstimmung einstimmig zum Spitzenkandidaten für die Bayerische Landtagswahl 2018 nominiert. Auch der CSU-Parteivorstand stimmte der Entscheidung zu. Offiziell wurde Söder am 16. Dezember 2017 auf dem CSU-Parteitag in Nürnberg zum Spitzenkandidaten bestimmt. Bei der Landtagswahl am 14. Oktober 2018 verlor die CSU zwar die absolute Mehrheit, konnte sich aber mit 37,2 % klar als stärkste Partei behaupten. Allerdings handelte es sich dabei um das schlechteste Landtagswahlergebnis der CSU seit 1950. Söder bildete eine Koalition mit den Freien Wählern (Kabinett Söder II) und wurde am 6. November mit 110 von 202 abgegebenen Stimmen als Ministerpräsident wiedergewählt.
Nach der Landtagswahl in Bayern 2023, bei der die CSU ihr Ergebnis mit nunmehr 37,0 % nochmals leicht verschlechterte, wurde Söder am 31. Oktober 2023 von der fortgeführten Koalition aus CSU und Freien Wählern (Kabinett Söder III) mit 120 von 198 Stimmen erneut zum Ministerpräsidenten gewählt.

### Funktionen in Aufsichtsräten und anderen Gremien
Söder ist Mitglied des Internet-Beirats der Bayerischen Staatsregierung. Bis Dezember 2008 war Söder zudem Mitglied des ZDF-Fernsehrates. Söder gehörte von 2007 bis 2011 dem Aufsichtsrat des 1. FC Nürnberg an; seit 2011 ist er im Vereinsbeirat aktiv. Söder ist ständiges Mitglied im Aufsichtsrat der Messe Nürnberg und ist im Wechsel mit dem ehemaligen Nürnberger Oberbürgermeister Ulrich Maly auch Aufsichtsratsvorsitzender. Er war im Aufsichtsrat der Flughafen Nürnberg GmbH und führte zwischen März 2017 und Juli 2018 dessen Vorsitz. Des Weiteren war er Aufsichtsratsvorsitzender der Flughafen München GmbH.

### Faschings- und Social-Media-Auftritte
Markus Söder lässt sich seit 2010 für die Fastnacht in Franken von einem Maskenbildner am Staatstheater Nürnberg verwandeln: 2010 zum Zauberer Gandalf, 2011 zu Paul Stanley von der Rockband Kiss und 2012 gemeinsam mit seiner Ehefrau zum Punker. 2013 erschien er als Marilyn Monroe, 2014 als Shrek, 2015 als Mahatma Gandhi, 2016 als Edmund Stoiber, 2017 zusammen mit seiner Frau als Homer und Marge Simpson und 2018 als Prinzregent Luitpold von Bayern. Nach seiner Wahl zum Ministerpräsidenten trat er 2019 in Anzug und bunter Fliege ohne weitere Kostümierung auf und begründete dies mit seinem neuen Amt. Nach Aufhebung der wegen der COVID-19-Pandemie verhängten Einschränkungen kam er 2023 als „Stammesältester“, 2024 mit seiner Frau als Otto von Bismarck und Johanna von Puttkamer, 2025 als Elvis Presley.
Die Nürnberger Nachrichten nennen ihn den auf Instagram (740.000 Follower (Stand 6/25)) „erfolgreichsten“ deutschen Politiker. Er betreibt seit 2022 unter dem Hashtag #söderisst einen kleineren Foodblog, bei dem er sich als bekennender Carnivore inszeniert. Der Podcast Apokalypse & Filterkaffee hat eine gleichnamige Rubrik.  Söder erzeugte 2024 mit Gesangsdarbietungen in der Fernsehsendung Inas Nacht und aus einem Tonstudio mediale Aufmerksamkeit. Söder ließ Textilien gestalten und im CSU-Fanshop anbieten, die das Döner-Logo mit seinem Konterfei abwandeln und den Slogan „Söder Kebab“ verwenden.
Vor der Begräbnisfeier für Papst Franziskus am 26. April 2025 in Rom verbreitete Söder ein Selfie, das ihn lächelnd mit Bundespräsident Frank-Walter Steinmeier zeigt. Zahlreiche Kommentatoren bezeichneten dies als takt- oder würdelos und dem Anlass nicht entsprechend.

## Politische Positionen und Kontroversen

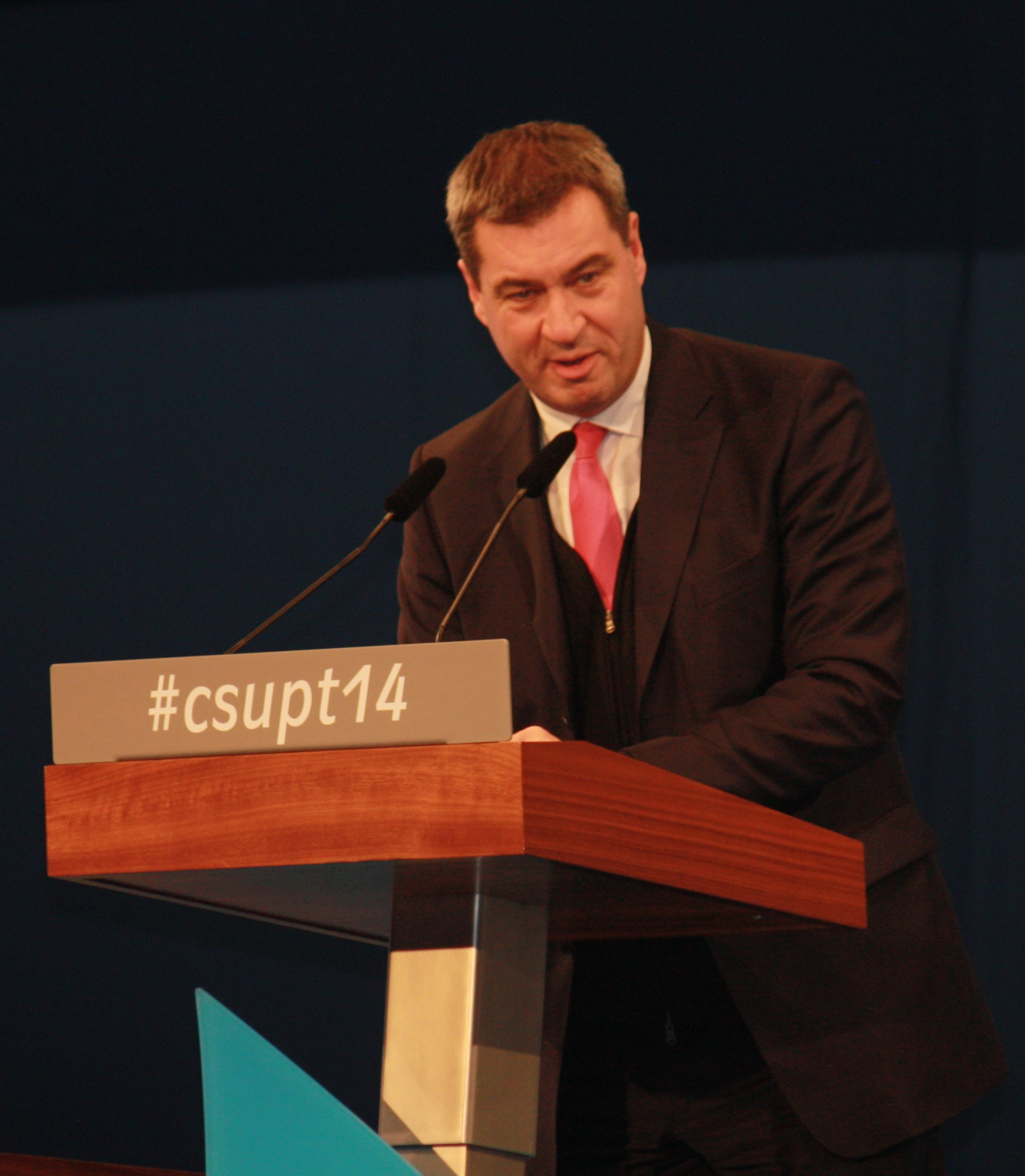
Markus Söder auf dem CSU-Parteitag in Nürnberg (2014)

Als CSU-Generalsekretär erntete Söder nicht nur von seinen politischen Gegnern Kritik, auch innerhalb der CSU war Söder zeitweise wegen seines Politikstils umstritten. Ihm wurde vorgeworfen, zu sehr auf populistische Themen zu setzen, so beispielsweise, als er sich öffentlichkeitswirksam für das Fortbestehen der Kindersendung Unser Sandmännchen im deutschen Fernsehen einsetzte und in der Debatte um die bessere Integration von Einwanderern vorschlug, in den bayerischen Schulen regelmäßig die deutsche Nationalhymne zu singen. Ende 2007 verfasste Söder gemeinsam mit Hendrik Wüst, Philipp Mißfelder, Stefan Mappus, David McAllister und Christian Baldauf ein Positionspapier mit dem Titel Moderner bürgerlicher Konservatismus – Warum die Union wieder mehr an ihre Wurzeln denken muss, das zur Gründung der Einsteinconnection führte. Im Gegensatz zu der liberalen und der sozialen Wurzel der Unionsparteien sahen sie die dritte, die bürgerlich-konservative, nicht gleichwertig gewichtet und zu sehr „in den Hintergrund getreten, weil die Große Koalition zu vielen Kompromissen zwingt. Eine sichtbare Akzentuierung auch ihrer bürgerlich-konservativen Wurzel ist aber für die Mehrheitsfähigkeit der Union von zentraler Bedeutung.“ McAllister und Baldauf distanzierten sich später von dem Positionspapier.
Nach seinem Amtsantritt als Europaminister im Oktober 2007 (Kabinett Beckstein) zielte Söder auf eine inhaltliche Profilierung in den Bereichen Umweltpolitik und Gentechnik ab. Er kritisierte Positionen der Bundeskanzlerin Angela Merkel und der CDU zur Gentechnik. Zugleich galt Söder gegenüber den Grünen als relativ aufgeschlossen.
Laut eines Rankings der 200 am häufigsten Desinformation (‚Fake News‘) verbreitenden Nutzer der Kurznachrichtenplattform X belegte Markus Söder 2024 Platz 173 weltweit.

### Interkulturalität und Flüchtlingskrise
Söder sprach sich 2004 gegen einen EU-Beitritt der Türkei und für das umstrittene Kopftuchverbot für Lehrerinnen in bayerischen Schulen aus. Er äußerte im April 2004, in die Schulen gehörten „Kruzifixe und keine Kopftücher“, und behauptete, „typisch deutsche Tugenden wie Leistungsbereitschaft, Pünktlichkeit und Disziplin“ seien „verloren gegangen“. Söder erklärte 2007, er sei gegen einen „falsch verstandenen Dialog ohne Resultate“ mit muslimischen Zuwanderern. Er forderte, dass derjenige, der auf Dauer in Deutschland leben möchte, sich lückenlos zu hiesigen Werten bekennen müsse. Wer sich nicht dazu bekenne, habe hier keine Zukunft. 2010 befürwortete Söder ein Vollverschleierungsverbot.
Angesichts der Flüchtlingskrise 2015 stellte Söder das Grundrecht auf Asyl in Frage. Er kritisierte Bundeskanzlerin Angela Merkel und forderte einen besseren Schutz der Außengrenzen Europas. Dazu spekulierte er über mögliche Zäune an der Grenze zu Österreich, was CSU-Parteichef Horst Seehofer zurückwies. Die Verknüpfung seiner Position zur Asylpolitik mit den Terroranschlägen vom 13. November 2015 in Paris brachte ihm vor allem Kritik ein, erneut von Seehofer und anderen Politikern der Union.
Im März 2018 stimmte Söder in einem Interview mit dem ZDF der Aussage Horst Seehofers zu, wonach der Islam nicht zu Deutschland gehöre. Er betonte allerdings zugleich, dass die Muslime, die in Deutschland lebten, Steuern zahlten, arbeiteten, sich einbrächten und sich auf der deutschen Wertebasis bewegten, ein fester Bestandteil der Gesellschaft seien.
Im Juni 2019 sagte Söder, dass der „Asyltourismus […] beendet werden“ müsse. Daraufhin wurde ihm vorgeworfen, trotz der Realität für Geflüchtete in Lagern und der Zahl der Ertrunkenen im Mittelmeer Flucht mit Urlaub, Erholung und Entspannung zu assoziieren. Nach dieser Kritik – auch Bundespräsident Steinmeier mahnte einen sorgsameren Umgang mit Sprache an – kündigte Söder an, den Begriff „Asyltourismus“ nicht weiter zu verwenden, fügte jedoch hinzu, das sage nichts über seine „persönliche Wertung“.

### Familienpolitik
Beim Thema Krippenplätze forderte Söder 2018 die Bewahrung traditioneller Werte: „Natürlich haben und behalten wir feste Grundwerte, die wir auch als Idealziel festschreiben. Ehe und Familie sind das, was sich die meisten Menschen für ihr Leben wünschen und anstreben. Zu unserer bürgerlichen Toleranz gehört, dass wir unsere Werte haben und danach leben wollen“.
Söder befürwortet die Ehe für alle.

### Arbeitsmarktpolitik
Söder sprach sich 2006 dafür aus, mehr betriebliche Bündnisse im System des Flächentarifvertrags zuzulassen und durch eine Lockerung des Kündigungsschutzes bei Neueinstellungen die Möglichkeiten befristeter Arbeitsverhältnisse auszuweiten. Die Einführung eines gesetzlichen Mindestlohns lehnte er ab. Söder vertrat eine sehr strikte Haltung gegenüber ALG-II-Empfängern. Unter anderem plädierte er dafür, ihnen den Urlaub zu streichen, die Anreize zur Arbeitsaufnahme auszuweiten, die Hinzuverdienstmöglichkeiten bei einer Arbeitsaufnahme zu verbessern und gleichzeitig die laufenden Unterstützungszahlungen abzusenken.

### Religion
2006 forderte Söder in der Debatte um die MTV-Zeichentrickserie Popetown, für die der Sender mit einem vom Kreuz gestiegenen lachenden Christus vor einem TV-Gerät warb, die Übernahme eines klaren Verbotes von Blasphemie in das Strafrecht. Wenn Kirche und Papst in einer Zeichentrickserie für Jugendliche lächerlich gemacht würden, habe das „nichts mehr mit Satire zu tun“. Er forderte, der § 166 des Strafgesetzbuches müsse um konkrete Schutztatbestände erweitert werden. Religiöse Symbole müssten „endlich gesetzlich geschützt werden“. Nachdem Volker Beck erklärt hatte, der § 166 StGB sei „nicht mehr zeitgemäß“ und „ein Relikt aus voraufklärerischer Zeit“, erwiderte Söder: „Volker Beck spinnt.“ Er erklärte, der Schutz und die Achtung religiöser Gefühle gehörten zu den „Grundwerten unserer Gesellschaft“. Mit der CSU werde es daher eine Abschaffung des strafrechtlichen Verbots der Gotteslästerung „niemals“ geben. Stattdessen sei eine Verschärfung des Paragrafen notwendig, um religiöse Symbole besser vor Verunglimpfungen zu schützen.
Im Jahr 2018 initiierte Söder den Kreuzerlass der bayerischen Staatsregierung, wonach ab dem 1. Juni 2018 in jedem Dienstgebäude des Freistaats ein Kreuz anzubringen sei. Hierzu erklärte Söder: „Das Kreuz ist nicht ein Zeichen einer Religion“; im Kreuz spiegele sich vielmehr „unsere bayerische Identität und Lebensart“. Vertreter der christlichen Kirchen widersprachen. Der Beschluss löste deutschlandweit eine kontroverse Diskussion aus. Der damalige CSU-Generalsekretär Markus Blume bezeichnete zu deren Beginn die Kritiker der Entscheidung als „unheilige Allianz von Religionsfeinden und Selbstverleugnern“.
Bundespräsident Frank-Walter Steinmeier distanzierte sich von dem Kreuz-Beschluss:

„Ich bin nicht Schiedsrichter über die Entscheidungen, die in Bayern getroffen worden sind. Aber es gibt ein paar verfassungsrechtliche Maßstäbe, die man zu Hilfe nehmen kann“, sagte er. „Das Bundesverfassungsgericht hat schon sehr früh 1995 entschieden, dass das Kreuz sozusagen den Wesenskern des Christentums symbolisiert und deshalb, wie Kardinal Marx gesagt hat, nicht vom Staat, sondern von der Kirche zu füllen ist.“ Das müssten die Landesregierungen berücksichtigen. Als bekennender Christ müsse er darüber hinaus sagen: „Was uns sonntags in der Kirche fehlt, das wird das Kreuz in den Behörden nicht ersetzen können.“

Die ehemalige Vorsitzende der Synode der Evangelischen Kirche in Deutschland, Katrin Göring-Eckardt, Grünen-Fraktionschefin im Deutschen Bundestag, nannte den Beschluss „beschämend“ für Christen. Der FDP-Vorsitzende Christian Lindner kritisierte, dass Söder das Kreuz zu einem kulturellen Symbol erklärt und damit von seiner christlichen Bedeutung getrennt habe. Der ehemalige Bundestagspräsident und SPD-Politiker Wolfgang Thierse, der dem Zentralkomitee der deutschen Katholiken (ZdK) angehört, betonte, Söder dürfe das christliche Symbol des Kreuzes nicht in Zusammenhang mit seinem Wahlkampf setzen: „Der Staat des Grundgesetzes ist weltanschaulich religiös neutral, das heißt, er ist offen für alle Bekenntnisse.“
„Das Kreuz lässt sich nicht verordnen“, kritisierte der Erzbischof von München und Freising und Vorsitzende der katholischen Deutschen Bischofskonferenz, Kardinal Reinhard Marx, Söder ungewöhnlich scharf. Durch die Maßnahme sei „Spaltung, Unruhe, Gegeneinander“ entstanden. Wer das Kreuz nur als kulturelles Symbol sehe, habe es nicht verstanden. „Dann würde das Kreuz im Namen des Staates enteignet.“ Es stehe dem Staat auch nicht zu, die Bedeutung des Kreuzes zu erklären, sagte Marx in der Feiertagsausgabe der Süddeutschen Zeitung. Es sei ein „Zeichen des Widerspruchs gegen Gewalt, Ungerechtigkeit, Sünde und Tod, aber kein Zeichen gegen andere Menschen“. Die gesellschaftliche Debatte über das Kreuz hielt Marx für wichtig, aber es müssten alle einbezogen werden: Christen, Muslime, Juden und jene, die gar nicht gläubig sind. Der katholische Münchener Weihbischof Wolfgang Bischof erklärte, das Kreuz sei kein Symbol für Bayern „und erst recht kein Wahlkampflogo“; dem Ministerpräsidenten scheine die bayerische Identität wichtiger zu sein als das Kreuz. „Wer im Geist des Kreuzes handeln will, der muss die Menschen in den Mittelpunkt seines Handelns stellen, und zwar besonders die Menschen in Not.“ Im Sinne der Glaubwürdigkeit sei es angebracht, mit Taten zu überzeugen statt mit medienwirksamer Symbolpolitik.
Der Bund der Deutschen Katholischen Jugend Bayern (BDKJ) und die Evangelische Jugend Bayern (EJB) schickten einen gemeinsamen und offenen Brief an Söder und sein Kabinett. Sie seien „persönlich schockiert und betroffen“ von dem, was sie als „politisch-nationale Vereinnahmung“ des Kreuzes wahrnähmen.
Auch der Ratsvorsitzende der Evangelischen Kirche in Deutschland und Landesbischof der Evangelisch-Lutherischen Kirche in Bayern, Heinrich Bedford-Strohm, widersprach Söder und führte aus, dass das „Kreuz zuallererst ein religiöses Symbol ist“. Zwar begrüßte er die Entscheidung, die Kreuze in Behörden anzubringen, wies jedoch zugleich darauf hin, dass der, der das Christentum vereinnahme, um nur die eigenen Ziele zu legitimieren, das Kreuz nicht verstanden habe. Er warnte vor einer „Benutzung des Kreuzes zur Abwehr gegen andere“. Dies gelte auch für Flüchtlinge.
Der Regensburger Bischof Rudolf Voderholzer und der evangelisch-lutherische Regionalbischof Hans-Martin Weiss begrüßten hingegen in einem gemeinsamen Brief den Kreuz-Erlass. Auch Kurienerzbischof Georg Gänswein begrüßte die Entscheidung. Der Verein „Forum Deutscher Katholiken“ unterstützte das Vorhaben ebenfalls. „Unsere Kultur steht auf einem christlich geprägten Fundament“. Das Kreuz sei – im Gegensatz allerdings zu Söders Aussage, das Kreuz sei „nicht ein Zeichen einer Religion“ – „sichtbares Zeichen einer Religion, die Gewaltlosigkeit einfordert, sogar Feindesliebe einschließt und Nächstenliebe fördert“, so das Forum Deutscher Katholiken. Das Kreuz bedrohe niemanden und schütze auch Andersgläubige und Nichtglaubende.
In Bayern fand Söders Vorstoß laut Umfragen bei einer Mehrheit von 53 bis 56 % der Wahlberechtigten Zustimmung und bei 38 bis 42 % Ablehnung. Laut einer Emnid-Umfrage lehnen hingegen 64 % aller Deutschen und auch die Mehrheiten von Katholiken und Protestanten die behördliche Kreuzpflicht ab; 29 % sprachen sich dafür aus. Eine Kolumne in Spiegel online wertete die Kreuzpflicht als Werbung der CSU um AfD-Wähler bei der Landtagswahl in Bayern 2018.

### Gegen Begnadigung des RAF-Terroristen Christian Klar
Als Söder im Mai 2007 ankündigte, dem damaligen Bundespräsidenten Horst Köhler im Falle einer Begnadigung des ehemaligen RAF-Terroristen Christian Klar bei einer Wiederwahl die Stimme zu verweigern, stieß dies auch in den eigenen Reihen auf Kritik. Söder hatte sich bereits zuvor wiederholt gegen eine Begnadigung Klars ausgesprochen, da dieser aus der Haft heraus seine „antiimperialistische Agitation“ fortsetze. Klar wurde nicht begnadigt, sondern, wie andere verurteilte Mörder auch, auf Bewährung vorzeitig entlassen.

### Umgang mit öffentlich-rechtlichen Sendern

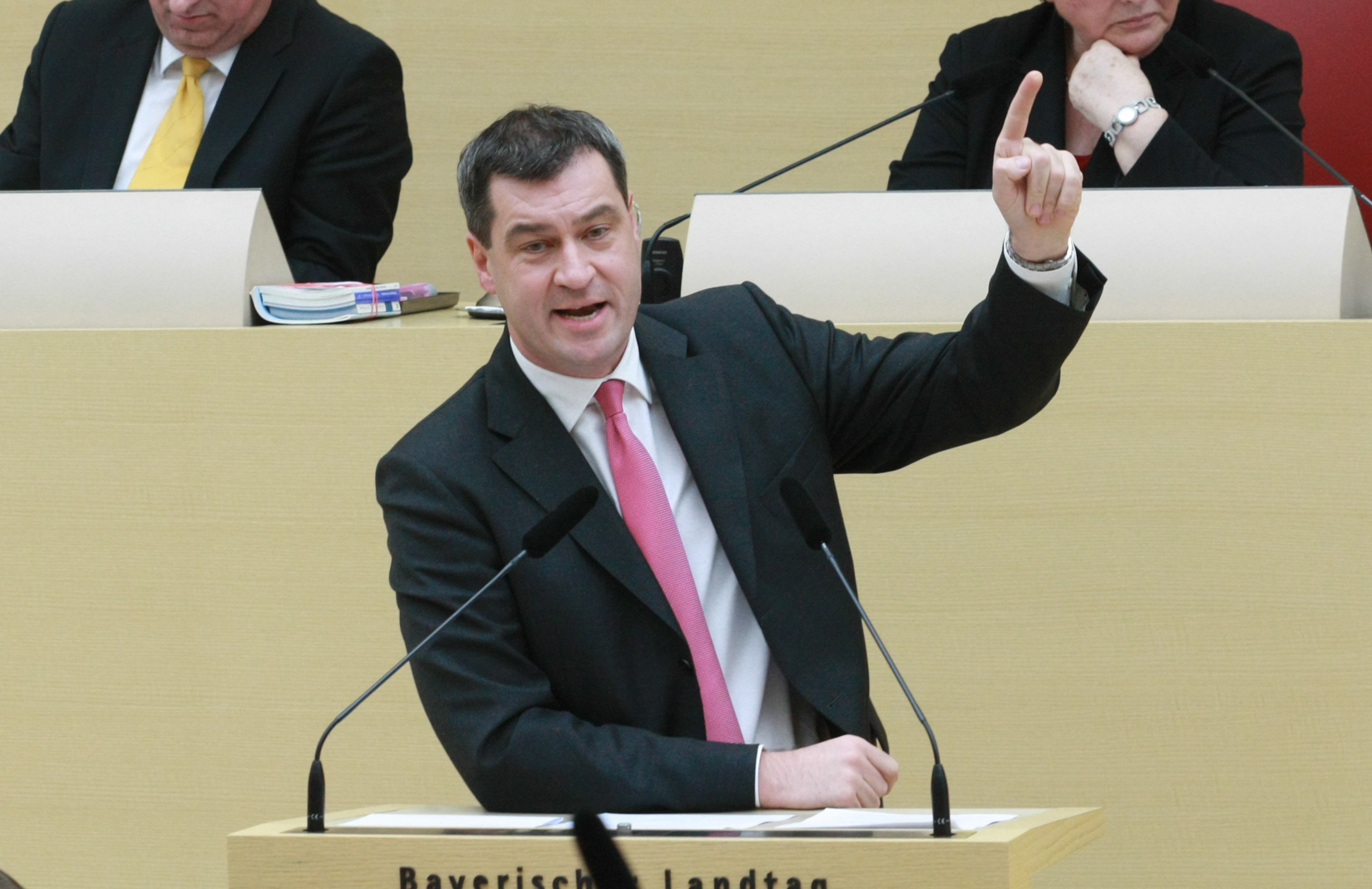
Markus Söder im Landtag (2012)

Am 26. Oktober 2012 wurde bekannt, dass die Sprecherin von Söder, Ulrike Strauß, den Bayerischen Rundfunk für einen Beitrag telefonisch kritisiert hatte, weil dieser einen ihrer Ansicht nach negativen Tenor über den damaligen Umweltminister Söder enthalte. Laut eigener Aussage hatte Strauß dieses Telefonat ohne Wissen Söders durchgeführt. Der Beitrag wurde nicht gesendet, laut Bayerischem Rundfunk jedoch nicht wegen der Intervention.
Am 3. November 2012 schrieb Spiegel Online, dass Söder in seiner Zeit als Generalsekretär von 2003 bis 2007 mehrfach versucht haben soll, auf die Berichterstattung des ZDF Einfluss zu nehmen; unter anderem sei deswegen ein Anruf beim ZDF-Intendanten Markus Schächter erfolgt. Söder war zu dieser Zeit Mitglied des ZDF-Fernsehrats. Dabei habe Söder auch versucht, Einfluss auf die Gästelisten im ZDF-Morgenmagazin und in der politischen Talkshow Maybrit Illner zu nehmen.
Nachdem 2015 Söder einen Gastauftritt in der BR-Daily-Soap Dahoam is Dahoam dazu nutzte, die Leistungen der Staatsregierung und seines Ministeriums aufzuzählen, wurde dem BR vom Bayerischen Journalistenverband vorgeworfen, sich missbrauchen zu lassen und vom Gebot der Staatsferne weit entfernt zu sein. Der Vorgang löste innerhalb des BR sowie in zahlreichen Medien eine Diskussion über die Nähe des Senders zur CSU aus. Der BR-Justiziar sah gegenüber dem Rundfunkrat Verstöße gegen Programmgrundsätze. Seitdem sind Politikerauftritte in der Serie nicht mehr zugelassen.

### Wohnungsbau
Aufgrund der Verluste bei der Bayerischen Landesbank musste der Freistaat diese finanziell unterstützen. Die dafür subventionsrechtlich erforderliche Genehmigung der Europäischen Union wurde nur unter der Maßgabe erteilt, dass das Kreditinstitut ihre im Wohnungsbau tätige Tochtergesellschaft GBW abstößt oder zumindest den Großteil ihres Wohnungsbesitzes verkauft. Söder lehnte es als Finanzminister ab, für Bayern am Bieterverfahren um die 32.000 GBW-Wohnungen teilzunehmen und diese so weiterhin in Besitz der öffentlichen Hand zu halten. Schließlich überbot die Patrizia AG, eine von der Landeshauptstadt München geführte Bietergemeinschaft aus betroffenen Städten. Söder sicherte jedoch für Mieter eine Wahrung sozialer Besitzstände zu. Wegen Vertragslücken mehrten sich bei Mietervereinen jedoch Beschwerden über den Weiterverkauf von Wohnungen an Dritte, die Umwandlung von Miet- in Eigentumswohnungen und spürbare Mietsteigerungen.
Im Juli 2018 kündigte Söder an, dass eine unter dem Namen „BayernHeim“ neu gegründete staatliche Wohnungsbaugesellschaft bis zum Jahr 2025 in Bayern 10.000 preisgünstige Wohnungen bauen werde. Forderungen nach Enteignung großer Wohnungsbaugesellschaften erteilte er im April 2019 eine klare Absage und begründete dies unter anderem mit verfassungsrechtlichen Bedenken. 2021 hatte „BayernHeim“ noch keine einzige Wohnung selbst gebaut, und die bis 2020 von Söder (2018) angekündigten neuen 2000 Wohnungen belaufen sich auf 71 zugekaufte Wohnungen.

### Griechische Staatsschuldenkrise
Im Kontext der griechischen Staatsschuldenkrise warnte Söder nach dem Sieg der linken SYRIZA bei der Parlamentswahl in Griechenland im Januar 2015 in einem Interview vor Zugeständnissen an die Regierung des neuen griechischen Ministerpräsidenten Alexis Tsipras. Söder beschrieb die Notwendigkeit für Griechenland, bestehende Verträge und Verpflichtungen einzuhalten, und bezeichnete einen Schuldenschnitt als nutzlos. Er schilderte einen „europäischen Grundkonsens“ und wies darauf hin, dass es für Deutschland keinesfalls zusätzliche Belastungen geben dürfe. Nach Hinweis zu seinen früheren Forderungen nach einem Austritt Griechenlands aus der Eurozone gab Söder an, „die Frage nach einem Grexit stellt sich jetzt nicht.“
Im Februar 2015 beschrieb Söder die Konsequenzen eines Grexits für die anderen Euro-Länder als verkraftbar. Die Folgen für Griechenland selbst bezeichnete er angesichts der voraussichtlichen Vermögensverluste als „dramatisch“. Söder votierte für eine unnachgiebige Verhandlungsführung gegenüber der griechischen Regierung.
Nach der Ablehnung des Reform-Referendums durch die Griechen am 5. Juli 2015 und dem Rücktritt des griechischen Finanzministers Yanis Varoufakis bezeichnete Söder einen Grexit als fairsten und ehrlichsten Weg. Für den Fall eines Nachgebens gegenüber Griechenland beschrieb er ein Risiko, dass andere Länder ein ähnliches Verhalten zeigen könnten. Den Rücktritt von Varoufakis deutete Söder als „weiteres Showelement in der griechischen Tragödie“.

### Raumfahrt
2018 kündigte Söder vor der Landtagswahl eine bayerische Raumfahrtinitiative (Bavaria One) an. Mit Investitionen von 700 Millionen Euro soll Bayern führend in der europäischen Raumfahrt werden. Geplant ist unter anderem die Förderung einer Hyperloop-Teststrecke. Im Entwurf zum Doppelhaushalt 2019/2020 wurden die ersten 30 Millionen Euro für das Projekt eingestellt, davon 25 Millionen Euro für den Aufbau eines Satellitenkompetenzzentrums. Unter anderem sollen die Errichtung der europaweit größten Fakultät für Luft- und Raumfahrt in Ottobrunn mit 50 Professuren und rund 2000 Studienplätzen unter dem Dach der Technischen Universität München und der Ausbau des DLR-Standortes beim bisherigen Raumfahrt-Kontrollzentrum in Oberpfaffenhofen folgen.

### Umwelt- und Klimapolitik
Bereits 2007 forderte Söder ein Verbot der Neuzulassung von Autos mit herkömmlichen Verbrennungsmotoren ab 2020 und ihre Ablösung durch Wasserstoff- und Hybridtechnik. Als nach der Bundestagswahl 2017 bei den gescheiterten Sondierungsgesprächen zur Bildung einer Jamaika-Koalition der Ausstieg aus dem Verbrennungsmotor einer der Hauptstreitpunkte zwischen CSU und Bündnisgrünen war, sorgte die damalige Forderung Söders für Wirbel in sozialen Medien. Auf Nachfrage bekannte sich Söder zum CSU-Wahlprogramm, das ein Verbrennungsmotorenverbot ausschloss.
Nachdem das von der ÖDP angestoßene Volksbegehren „Rettet die Bienen“ einen sehr großen Erfolg hatte, übernahm Söder dieses im April 2019 direkt als Gesetzgebungsvorhaben der Staatsregierung. Widerstände dagegen gab es sowohl in der eigenen Partei als auch beim Koalitionspartner Freie Wähler sowie bei den Bauern. Ein von Söder dazu unter dem Vorsitz von Alois Glück einberufener runder Tisch mit Umweltschützern und Vertretern der Bauernschaft sollte die Positionen der beiden Seiten einander näher bringen, war aber nur teilweise erfolgreich. Da Söder auch Themen wie Klimaschutz und regenerative Energien als primäre Ziele nannte, sprachen Kritiker von einer „Ergrünung“ der CSU.
Aufgrund eines rechtskräftigen Urteils des Verwaltungsgerichts München vom 9. Oktober 2012 wurde der Freistaat Bayern schon im Jahre 2012 dazu verpflichtet, Maßnahmen zur Verbesserung der Luftqualität zu ergreifen (Richtlinie 2008/50/EG). Aufgrund der beharrlichen Weigerung der Landesregierung, das gerichtliche Urteil umzusetzen, entschied am 19. Dezember 2019 in letzter Folge der EuGH, dass zur Rechtsdurchsetzung nicht nur Zwangshaft (auch) gegen den Ministerpräsidenten festgesetzt werden könne, sondern dies durch Unionsrecht geboten – also verpflichtend sei – jedoch vorausgesetzt, das nationale Recht lasse eine solche Maßnahme zu:

„Nur für den Fall, dass das vorlegende Gericht zu dem Ergebnis kommen sollte, dass im Kontext der in Rn. 45 des vorliegenden Urteils angesprochenen Abwägung die mit der Verhängung von Zwangshaft verbundene Einschränkung des Rechts auf Freiheit den insoweit in Art. 52 Abs. 1 der Charta aufgestellten Voraussetzungen genügt, würde das Unionsrecht den Rückgriff auf eine solche Maßnahme nicht nur gestatten, sondern gebieten.“

Im Jahr 2022 stellte Söder das Bundesland Bayern bei der Energiewende wiederholt als führend dar. Diese Behauptung hielt jedoch einem Faktencheck nur bedingt stand. Söder ließ unerwähnt, dass seine Behauptung ausschließlich in absoluten Zahlen betrachtet zutrifft bzw. Bayern beim Ausbau erneuerbarer Energien im Verhältnis zu Fläche und Einwohnerzahl betrachtet, im Vergleich mit anderen Bundesländern, größtenteils im Mittelfeld liegt.

### Atompolitik
Als bayerischer Umweltminister betonte Söder 2010, man sei aufgrund des Klimaschutzes weiter auf Kernkraft angewiesen, und befürwortete eine Laufzeitverlängerung der Kernkraftwerke. Nach der Nuklearkatastrophe von Fukushima setzte die CSU im Mai 2011 mit dem Jahr 2022 einen konkreten Ausstiegszeitpunkt fest, den Söder als „Lackmustest für die Glaubwürdigkeit“, wie ernst man es mit der Energiewende meine, bezeichnete. Bei einer Verzögerung drohte er mit seinem Rücktritt. Noch im November 2021 lehnte Söder einen Wiedereinstieg in die Atomenergie ab. Seit dem russischen Überfall auf die Ukraine im Februar 2022 setzt Söder sich wieder für Kernenergie ein. Im April 2023 sagte er, die Abhängigkeit von bisherigen Energieformen zwinge dazu, „alte Positionen von elf Jahren zu überdenken“. Söder appellierte im selben Monat am Tag der Abschaltung der restlichen Atommeiler an die Bundesregierung, die Kernkraft in die Zuständigkeit der Länder zu stellen, damit Bayern das Kernkraftwerk Isar weiter betreiben könne. Dafür ist jedoch eine Änderung von Artikel 73 des Grundgesetzes erforderlich, der die Bundeshoheit über die „Erzeugung und Nutzung der Kernenergie“ festlegt. Eine derartige Änderung bedarf einer Zweidrittelmehrheit in Bundestag und Bundesrat. Medial kritisiert wurde Söder, da dieses Vorhaben juristisch und technisch problematisch sei; auch wurde darauf hingewiesen, dass Söder Castoren in Bayern kategorisch ausschließe, ohne wissenschaftliche Gutachten abzuwarten. „Zeitpunkt und Komplexität des Söder-Vorschlags“, so ein Kommentar, wollten „nicht recht zueinander passen“. Im Februar 2025 forderte Söder die Reaktivierung der drei zuletzt in Deutschland abgeschalteten Kernkraftwerke, unter anderem Isar 2, woraufhin dessen Betreiber Preussen Elektra umgehend widersprach: der Weiterbetrieb von Isar 2 sei kein Thema mehr, der Rückbau habe begonnen und die Anlage sei „damit praktisch nicht mehr reaktivierbar.“ Im Februar 2024 forderte Söder erneut eine Rückkehr zur Atomkraft für „mindestens zehn weitere Jahre“; eine Reaktivierung der drei zuletzt stillgelegten Meiler sei „in diesem und im nächsten Jahr jederzeit möglich“, die Kosten seien „auch nicht sehr groß“. Zudem sprach sich die CSU für Kooperationen mit Frankreich und Tschechien zu „Nutzung und Bau von sicheren und sauberen Kernkraftwerken“ aus. Zwei Monate später, nach Abschluss des Koalitionsvertrags im Bund im April 2025, den die CSU als erste der drei Parteien gebilligt hatte, sagte Söder, dass aktuell eine Rückkehr noch möglich gewesen wäre, es habe „aber keine politische Mehrheit“ gegeben, daher sei „die Kernenergie [...] nicht mehr möglich zu machen“ gewesen. In „vier Jahren“, so Söder, sei „der Neustart schon sehr, sehr schwer und auch wirtschaftlich kaum mehr tragbar“, deshalb müsse das „Aus der Kernenergie [...] durch Gaskraft ersetzt werden“.

### Politik im Rahmen der Corona (COVID-19)-Pandemie

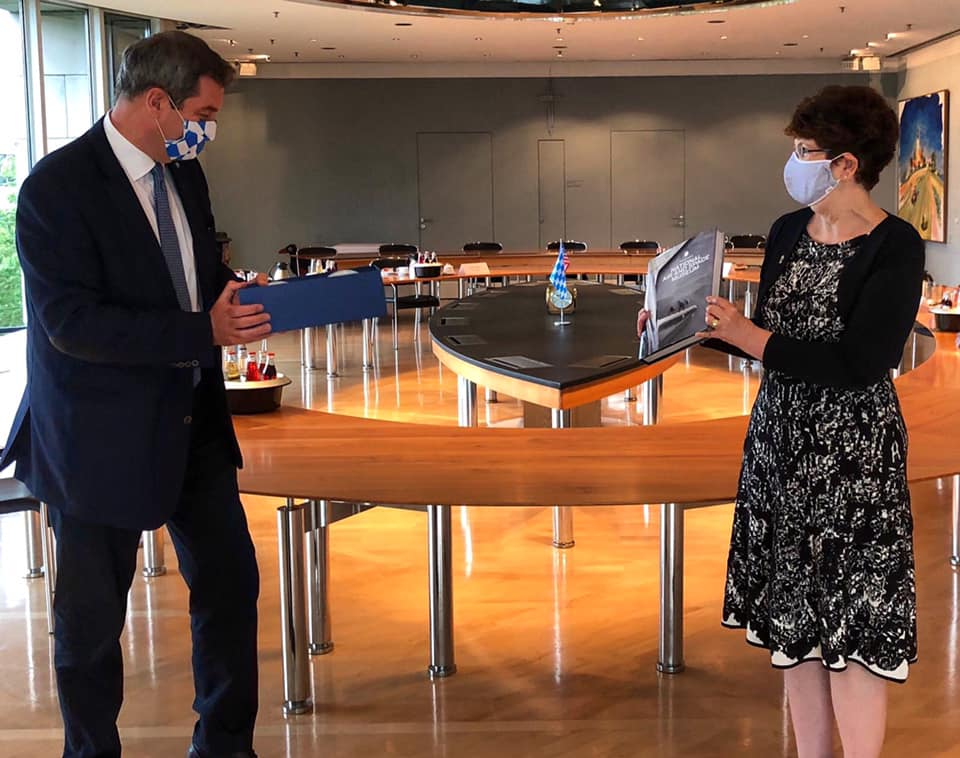
Söder und US-Botschafterin Robin Quinville mit Mund-Nasen-Bedeckung (Juni 2020)

Im Jahr 2020 fiel Markus Söder vor allem durch seinen strengen politischen Kurs bei der Bewältigung der COVID-19-Pandemie in Bayern auf. Am Anfang der Pandemie sah Söder Bayern als Grenzregion vor andere Herausforderungen als die Länder in der Mitte Deutschlands gestellt, weshalb er sich zusammen mit seinem Kabinett als eine der ersten Landesregierungen für die Verhängung von Ausgangsbeschränkungen zur Eindämmung des Virus entschied. Er griff dabei auf Vorerfahrungen von Nachbarstaaten mit weiter fortgeschrittener Pandemie zurück, indem er das Konzept der Ausgangsbeschränkungen nach einer Beredung mit dem österreichischen Bundeskanzler Sebastian Kurz „eins zu eins“ an die Maßnahmen Österreichs anpasste.
Wenige Tage zuvor hatte Söder die Kommunalwahlen in Bayern trotz deren Rolle als potentieller Infektionsherd nicht verschoben. Er sagte, Vorkehrungen seien getroffen worden, und er halte das Risiko einer Ansteckung beim Wählen für gering.
Die Nicht-Verschiebung wurde in Teilen der Öffentlichkeit kritisiert, sein Krisenmanagement wurde von Teilen gelobt.
Für Irritationen bei anderen Ministerpräsidenten sorgte er durch die Einführung von Ausgangsbeschränkungen in Bayern zwei Tage vor einer angesetzten Telefonkonferenz der Ministerpräsidenten zur Findung einer bundesweit einheitlichen Vorgehensweise in Bezug auf Infektionsschutzmaßnahmen. So soll der damalige Ministerpräsident von Nordrhein-Westfalen und Kandidat für den CDU-Parteivorsitz, Armin Laschet, Söder vorgeworfen haben, damit eine ausdrückliche Abmachung zur gemeinsamen Abstimmung gebrochen zu haben. Laschet legte bei der Besprechung ein eigenes Strategiepapier vor, das er und elf weitere Ministerpräsidenten ausgearbeitet hatten. Auch Manuela Schwesig (SPD), die Regierungschefin von Mecklenburg-Vorpommern, soll Söder dafür kritisiert haben, gerade als Chef der Ministerpräsidentenkonferenz keine einheitliche Linie organisiert zu haben. Kritik wurde auch von Volker Bouffier (Hessen) und Stephan Weil (Niedersachsen) geäußert. Söder – über weite Strecken als eine Art „Mahner“ in der Pandemie auftretend – zeigte sich später mit den in der Sitzung beschlossenen, bundesweit ähnlichen Regelungen zufrieden und verteidigte Bayerns Ausgangsbeschränkungen damit, dass man keine weiteren zwei Tage habe warten dürfen, weil Bayern von der Krise besonders betroffen sei.
Anfang April 2021 wurde bekannt, dass Söder als Bayerns Ministerpräsident einen Vorvertrag über 2,5 Millionen Dosen des russischen Impfstoffs Sputnik V abgeschlossen hatte. Hierfür erntete Söder Kritik, auch vom Bundesgesundheitsminister Jens Spahn.
Nach wochenlang ansteigenden Infektionszahlen in der beginnenden vierten Welle, die auch durch teils abgeschaffte Infektionsschutzmaßnahmen möglich wurde, behauptete Söder wiederholt, dass „nahezu alle Virologen, Epidemiologen und Wissenschaftler … die Wirkung dieser neuen Welle in ihrer Wucht und Geschwindigkeit nicht richtig eingeschätzt haben“. Diese Behauptung wurde von vielen Medien als Falschbehauptung kritisiert, weil Wissenschaftler und medizinisches Personal über Monate genau vor dieser Entwicklung gewarnt und entsprechende Gegenmaßnahmen durch die Politik gefordert hatten, um eine Überlastung des Gesundheitssystems zu verhindern.
Im November 2021 sagte Söder angesichts der Corona-Lage gegenüber der Bild: „Wenn zehn die Apokalypse ist, sind wir bei neun“. Er sprach sich im Dezember 2021 deutlich für eine Impfpflicht gegen Corona aus.
Söder kündigte Anfang Februar 2022 an, die einrichtungsbezogene Corona-Impfpflicht (d. h. in Einrichtungen des Gesundheitswesens und der Pflege) zunächst nicht umzusetzen. Diese Pflicht war im Dezember 2021 von Bundestag und Bundesrat beschlossen worden. Bundesgesundheitsminister Karl Lauterbach kritisierte Söders Ankündigung.
Reinhard Müller, Jurist und langjähriger FAZ-Redakteur, schrieb in einem Kommentar, niemand – schon gar kein Ministerpräsident – dürfe Gesetze sabotieren. Söder stelle sich selbst in Frage.
Die Augsburger Allgemeine schrieb im Januar 2022, dass Söder auch die Landtagswahl 2023 in Bayern im Blick habe, und erinnerte daran, dass Söder, als die CSU in Berlin noch in der Regierungsverantwortung gewesen sei, alles daran gesetzt habe, „entscheidungsstark und tatkräftig aufzutreten“. Mittlerweile sei jedoch „allen politisch Verantwortlichen klar, dass es in der Corona-Politik nichts mehr zu gewinnen, aber sehr wohl viel zu verlieren“ gebe. Daher versuche Söder jetzt, seine Corona-Politik „geschmeidig an die schwierige Stimmung in der Gesellschaft anzupassen“. Ebenfalls im Januar 2022 befand die Westdeutsche Allgemeine Zeitung, Söder, dem lange Zeit Corona-Maßnahmen „nicht streng genug sein“ konnten, schwenke um, da die Stimmung sich gedreht habe und Umfragewerte sänken. Dafür brauche er „ein Narrativ“: Anknüpfend an die Aussagen Söders, er habe um den Jahreswechsel 2021/22 „lange nachgedacht“ und aus den Corona-Jahren „tiefe Lehren“ gezogen, schrieb das Blatt: „Ein Mann kommt ins Grübeln – eine schöne Erzählung“. Die Frankfurter Allgemeine Zeitung nannte Söder einen „Meister der Kehrtwenden in der Corona-Politik“. Maximilian Heim nannte auf Tagesschau.de als einen Erklärungsansatz für Söders „Kehrtwende“ dessen „Rolle als Oppositionspolitiker im Bund“, also die „Abteilung Attacke“. Wichtig sei „bei allen Lockerungsübungen“ auch, dass er „ein guter Verkäufer mit exzellentem Timing“ bleibe. Manche, so Heim, sagten aber auch, in welchem Team auf dem Gebiet Corona er sich verorte, sei Söder nicht so wichtig, er „müsse nur ganz vorne sein – und die Richtung vorgeben“. Die SZ beschrieb im Oktober 2022 den Weg vom Wechsel vom „Team Vorsicht“ zum „Team Augenmaß“ bis zum „Land der Freiheit“.
Trotz erneut steigender Corona-Fallzahlen und Engpässen in Kliniken sprach sich Söder im Oktober 2022 gegen eine Wiedereinführung der Maskenpflicht in Innenräumen aus. Jeder könne sich schützen, so Söder, indem er „freiwillig eine Maske aufzieht und sich impfen lässt“. Gleichzeitig wies er Kritik von Bundesgesundheitsminister Karl Lauterbach am Verzicht auf Corona-Schutzmaßnahmen beim Münchner Oktoberfest zurück und sagte, nach dieser Veranstaltung seien die Corona-Zahlen „erst angestiegen und dann wieder zurückgegangen“. Aus seiner Sicht sei es, so Söder (der selbst daran teilgenommen hatte – ohne Maske, wie er bereits zuvor ankündigte), „eine schöne ‚Wiesn‘“ gewesen.
Ende Oktober 2022 sagte Söder bei einem CSU-Parteitag, COVID-19 sei inzwischen „de facto der Grippe“ ähnlich und solle auch so behandelt werden. Er könne auch das „ständige Gemeckere von Herrn Lauterbach und seine Warnungen nicht mehr hören“.
Nachdem im November 2022 das Bundesverwaltungsgericht die bayerischen Corona-Maßnahmen vom April 2020, insbesondere die Ausgangsbeschränkung, für unverhältnismäßig und unwirksam erklärt und damit eine Revision der Staatsregierung gegen ein gleichlautendes Urteil des Bayerischen Verwaltungsgerichtshofs zurückgewiesen hatte, kritisierte der SPD-Fraktionschef Florian von Brunn, Söder habe die Menschen „ohne ausreichenden Grund und rechtswidrig eingesperrt“; in seiner „Geltungssucht“ habe er immer den Bund übertrumpfen müssen.

### Ambitionen für das Kanzleramt und Machtkampf um Kandidatur
Am 11. April 2021 gab Söder bekannt, als Kanzlerkandidat der CDU/CSU bei der Bundestagswahl 2021 zur Verfügung zu stehen, bei einer Ablehnung der CDU jedoch zu verzichten. Zuvor hatte er bei zahlreichen Reden und Interviews stets betont, dass „sein Platz in Bayern“ sei.
Auch Armin Laschet erklärte sich zur Kanzlerkandidatur bereit; ein Machtkampf begann. Nachdem sich der CDU-Bundesvorstand in einer Abstimmung für Laschet als Kanzlerkandidaten der Union ausgesprochen hatte, zog Söder am 20. April 2021 sein Angebot zurück. Dies hielt Söder jedoch nicht davon ab, Laschets Wahlkampf weiter zu torpedieren und Laschet als Kanzlerkandidaten dadurch zu schwächen.
Bei der Bundestagswahl 2021 erlitten CDU und CSU schwere Stimmenverluste. Die CSU erzielte mit 31,7 Prozent das zweitschlechteste Ergebnis nach der Bundestagswahl 1949.
Im September 2024, nachdem Söder von sich aus zunächst seine prinzipielle Bereitschaft erklärt hatte, als Kanzlerkandidat der Union bei der Bundestagswahl 2025 anzutreten, erklärte er seine Unterstützung für Friedrich Merz als Kanzlerkandidat der Union für die Bundestagswahl 2025, nachdem NRW-Ministerpräsident Hendrik Wüst (CDU) seinen Verzicht auf eine Kanzlerkandidatur und seine Unterstützung für Merz bekanntgegeben hatte.

### Außen- und Wirtschaftspolitik
Nach dem russischen Überfall auf die Ukraine 2022 sprach sich Söder für die Errichtung einer „Wirtschafts-NATO“ aus. Diese solle die Europäische Union, die USA, Kanada, Australien, Japan, Südkorea, Indien und weitere demokratische Staaten weltweit verbinden, um internationale Standards durchzusetzen und strategische Kooperationen der demokratischen Welt zu stärken. Zuvor hatte bereits der Publizist Gabor Steingart ein derartiges Instrument gefordert, um autoritären Staaten wie Russland und China auch in der Wirtschaftspolitik mit demokratischen Werten entgegenzustehen.
Söder befürwortet die Lieferung von Taurus-Marschflugkörpern an die Ukraine. Er kritisierte die zögerliche Politik von Bundeskanzler Olaf Scholz und warf ihm „Bockbeinigkeit“ vor.
Hatte Söder im 2010er Jahrzehnt bezüglich geplanter Reiseerleichterungen innerhalb der EU für Bürger Rumäniens und Bulgariens von „Einwanderung in die Sozialsysteme“ gesprochen, reiste er im Jahr 2023 vor dem Hintergrund des Fachkräftemangels in Bayern nach Rumänien, das zuvor mehrere Jahre wirtschaftlichen Fortschritts erlebt hatte. Den Besuch begründete Söder mit der Suche nach Fachkräften für den Wirtschaftsstandort Bayern und kündigte an, sich für einen Beitritt des Landes zum Schengen-Raum einzusetzen.
Im Frühjahr 2024 inszenierte sich Söder bei Auslandsreisen nach Jerusalem, Stockholm und Peking als Diplomat und Staatsmann.

### Cannabisgesetz
Söder lehnt die Legalisierung von Cannabis, die vom Bundestag am 22. Februar 2024 beschlossen wurde, strikt ab. Er gehört zu den schärfsten Gegnern des Gesetzes und kündigte Klagen und Verzögerungen an. Seine Ablehnung drückte er in teils scharfen Worten aus, beispielsweise äußerte er Ende Februar 2024: „Es ist mir unerklärlich, warum die Ampel so high ist bei einem Gesetz, das so viel Chaos anrichten wird.“ Am 2. März rief er Cannabiskonsumenten dazu auf, Bayern besser zu verlassen. Alternative Vorschläge, um die Drogenproblematik in Bayern effektiv zu bekämpfen, nannte Söder bisher nicht. Er befürwortet die Fortsetzung der bisherigen Drogenpolitik. Noch im Frühjahr 2025 war in Bayern kein einziger Cannabis-Club zugelassen, während der erste Club bereits im November 2024 eine erste Ernte an seine Mitglieder verteilen konnte.

## Rezeption
2009 war Söder Gast in der Harald Schmidt Show. Harald Schmidt berichtete 2013 in einem Interview mit der FAZ, Söder habe ihm nach der Sendung seine Sicht auf das Verhältnis zwischen Politik und Moral erklärt. Er zitiert ihn mit dem Satz: „Moral ist in der Politik selbstverständlich keine Kategorie, außer wir wollen jemandem schaden.“
Bei der Starkbierprobe am Nockherberg warf ihm die Kabarettistin Luise Kinseher 2016 „moralische Legasthenie“ vor. Söder kritisierte die Formulierung mit der Begründung, über Krankheiten mache man keine Witze.
Zu Söder sind bisher zwei Biographien erschienen, die erste 2018 (überarbeitet 2020) von Roman Deininger und Uwe Ritzer, die zweite 2021 von Anna Clauß. Clauß schreibt: „Niemand kann ihn besonders gut leiden. Trotzdem folgen ihm alle.“ Sie sieht bei ihm eine „barocke und bisweilen bizarre Lust an der Selbstdarstellung“; er folge „der politischen Großwetterlage“.
Im Juni 2023 attestierte Stefan Leifert (ZDF) Söder vor der Landtagswahl im selben Jahr eine „Brachial-Rhetorik, die allzu oft mit der Grenze zwischen Fakten und Gefühl spielt“. Manche „in Bierzelten“ aufgestellte Behauptungen über politische Gegner wie „Gender-Zwang“ oder „Fleisch-Verbot“, so Leifert, würden „einem Fakten-Check nur schwerlich standhalten“. Anlässlich eines Auftritts Söders in Erding gemeinsam mit Hubert Aiwanger sprach Leifert von einem „Lehrstück über Versuchung und Grenzen einer Annäherung an die Ränder“.
Ende desselben Monats sagte der Kommunikationswissenschaftler Johannes Hillje in einem Interview, Söder habe behauptet, aus Fehlern im letzten Wahlkampf, vor allem beim laut Hillje „Überbietungswettbewerb am rechten Rand“ beim Thema Asyl, gelernt zu haben; er mache jedoch jetzt bei kulturellen und gesellschaftspolitischen Themen den gleichen Fehler, „indem er den sogenannten ‚Woke-Wahn‘ als Bedrohungsszenario skizziert, von einer vermeintlichen ‚Gender-Pflicht‘ spricht oder die Grünen wortwörtlich als ‚Feind‘ bezeichnet“. Wer diese Erzählungen aufgreife, und sei es auch nur in Stichworten, so Hillje, legitimiere damit diese Szenarien, die die AfD verbreite, denn „Mainstreaming von AfD-Positionen“ führe zu „Mainstreaming der AfD“.
Beim Politischen Aschermittwoch 2024 bezeichnete Söder die Umweltministerin Steffi Lemke als „grüne Margot Honecker“, was vom Vorsitzenden der Union der Opferverbände Kommunistischer Gewaltherrschaft, Dieter Dombrowski, als unpassender, die Opfer der SED-Diktatur verletzender Vergleich bezeichnet wurde. Lemke selbst sprach von einer geschichtsvergessenen wie grenzüberschreitenden Entgleisung und verwies auf ihre Teilnahme an den Demonstrationen für Freiheit, Demokratie und gegen das DDR-Regime 1989. Anne Rabe kritisierte Söders Vergleich als „unsäglich“. Er sei ein Beispiel dafür, wie die DDR-Geschichte immer wieder von verschiedenen politischen Seiten instrumentalisiert werde, da es für ihre Aufarbeitung keinen Universitäts-Lehrstuhl gibt und somit erarbeitetes Wissen über sie nicht in die Gesellschaft transferiert wurde.
Nachdem die von Prälatin Anne Gidion und Prälat Karl Jüsten geleiteten Berliner Verbindungsstellen der EKD und der Deutschen Bischofskonferenz zur Bundespolitik eine Kritik an der Art und Weise der Migrationsdebatte, die Migranten „diffamieren“ und Vorurteile schüren würde, geäußert und CDU sowie CSU davor gewarnt hatten, Anträge für eine verschärfte Migrationspolitik mit den Stimmen der AfD durch den Bundestag zu bringen, äußerte Söder, die Kirchen sollten sich auf christliche Themen wie den Lebensschutz konzentrieren, und erwähnte „Gehälter [...], die bezahlt werden“. Zudem sollten die Kirchen „nicht vergessen, wer am Ende noch an der Seite der Institution Kirche steht – das sind nämlich wir. Nicht, dass man irgendwann ganz plötzlich alleine steht. Denkt mal drüber nach!“ Der ehemalige CSU-Chef Erwin Huber kritisierte Söders „Tritt gegen die Kirchen“. Die Augsburger Allgemeine schrieb von einer „Wer-zahlt-schafft-an-Logik“. Söders Mahnungen und Drohungen, so katholisch.de, seien „anmaßend“. Laut dem evangelischen Sonntagsblatt spricht Söder „von Treue zur Kirche, meint aber Gehorsam“. Wer „mit der einen Hand Kruzifixe“ hochhalte und „mit der anderen die Deutungshoheit über den christlichen Glauben“ beanspruche, offenbare „ein problematisches Verhältnis zur Unabhängigkeit der Kirche“.

## Auszeichnungen
- Bayerische Verfassungsmedaille in Silber
- 2010: Bayerischer Verdienstorden
- 2013: „Sparlöwe“ des Bundes der Steuerzahler in Bayern für „hervorragende Verdienste um den Steuerzahler“
- 2014: Goldene Nürnberger Trichter der Nürnberger Trichter Karnevalsgesellschaft e. V. 1909
- 2016: Orden wider den tierischen Ernst
- 2018: Orden Wider die Neidhammel der Nürnberger Luftflotte des Prinzen Karneval[198]
- 2020: Karl-Valentin-Orden
- 2020: Bayerische Verfassungsmedaille in Gold[199]
- 2021: Großkreuz des Dannebrogordens[200]
- 2023: Lord-Jakobovits-Preis der Europäischen Rabbinerkonferenz[201]
- 2023: Ehrendoktorwürde der West-Universität Temeswar
- 2024: Orden der Republik Serbien am Bande[202]
- 2024: Ehrenprofessur der Tsinghua-Universität[203]

## Kabinette
- Kabinett Beckstein, Bayerisches Staatsministerium für Bundesangelegenheiten und Medien, 2007–2008
- Kabinett Seehofer I, Bayerisches Staatsministerium für Umwelt und Gesundheit, 2008–2011
- Kabinett Seehofer I, Bayerisches Staatsministerium der Finanzen, 2011–2013
- Kabinett Seehofer II, Bayerisches Staatsministerium der Finanzen, Landesentwicklung und Heimat, 2013–2018
- Kabinett Söder I, Ministerpräsident von Bayern, 2018
- Kabinett Söder II, Ministerpräsident von Bayern, 2018–2023
- Kabinett Söder III, Ministerpräsident von Bayern, seit 2023

## Veröffentlichungen
- Von altdeutschen Rechtstraditionen zu einem modernen Gemeindeedikt. Die Entwicklung der Kommunalgesetzgebung im rechtsrheinischen Bayern zwischen 1802 und 1818. Dissertation. Erlangen/Nürnberg 1998, DNB 953021262.
- Mit Helge C. Brixner (Hrsg.): Start in die Zukunft. Das Future-Board (= Argumente und Materialien zum Zeitgeschehen. Band 39). Hanns-Seidel-Stiftung e. V., Akademie für Politik und Zeitgeschehen, München 1998, ISBN 3-88795-145-X.
- Mit Peter Stein (Hrsg.): Moral im Kontext unternehmerischen Denkens und Handelns. Akademie für Politik und Zeitgeschehen, München 2003, ISBN 3-88795-262-6 (hss.de [Memento vom 25. März 2014 im Internet Archive; PDF; 315 kB]).